# Cladonia turgida
Cladonia turgida Ehrh. ex Hoffm. (1796), è una specie di lichene appartenente al genere Cladonia, dell'ordine Lecanorales.
Il nome deriva dal latino tardo turgidus che significa gonfio, turgido, rigonfiato.

## Caratteristiche fisiche
Il tallo primario possiede squamule lunghe fino a 2,5 centimetri. I podezi raramente presenti possono essere alti da 1 fino a, eccezionalmente, 10 centimetri; sono poco ramificati, di struttura semplice ma robusta. I punti di diramazione delle ramificazioni, detti anche ascelle, sono perforati. Può essere facilmente confusa con altre specie di Cladonia ad occhio non esperto.
Il fotobionte è principalmente un'alga verde delle Trentepohlia.

## Habitat
Diffuso in zone a clima montano di tipo boreale, viene rinvenuto prevalentemente su suoli acidi, in spazi aperti. Predilige un pH del substrato molto acido o con valori intermedi fra molto acido e subneutrale. Il bisogno di umidità varia da igrofitico a mesofitico.

## Località di ritrovamento
La specie è stata rinvenuta nelle seguenti località: 
- Canada (Québec (provincia), Saskatchewan, Ontario, Alberta, Nuovo Brunswick, Terranova, Labrador, Nuova Scozia);
- USA (Utah, Alaska, Connecticut, Massachusetts, Washington, New York, New Hampshire, Wisconsin, Minnesota, Maryland, Rhode Island, Virginia Occidentale, Maine, Michigan, Vermont);
- Germania (Essen, Baviera, Brandeburgo, Meclemburgo, Renania-Palatinato, Sassonia);
- Austria (Oberösterreich);
- Estonia, Finlandia, Groenlandia, India, Islanda, Isole Azzorre, Isole Svalbard, Lituania, Lussemburgo, Mongolia, Norvegia, Polonia, Repubblica Ceca, Romania, Spagna, Svezia.

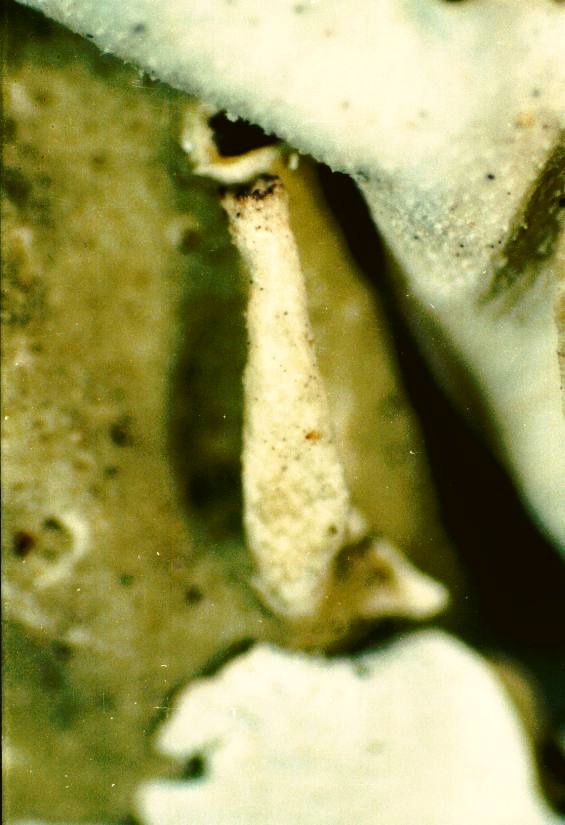
Cladonia turgida

In Italia è presente, ma estremamente rara, in alcune località della Valle d'Aosta, dell'arco alpino piemontese e della Lombardia settentrionale; è stata reperita anche in poche località del Friuli al confine col Veneto e con la Slovenia. Segnalata infine in Emilia-Romagna e in Liguria.

## Tassonomia
Questa specie è inserita attualmente nella sezione Ascyphiferae; a tutto il 2008 sono state identificate le seguenti forme, sottospecie e varietà:
- Cladonia turgida var. corsicana Rondon & Vezda (1970).
- Cladonia turgida var. turgida Ehrh. ex Hoffm. (1796).